# ヒラタクワガタ亜属
ヒラタクワガタ亜属（Serrognathus）は、コウチュウ目クワガタムシ科クワガタ属に属する亜属の1つである。日本には3種が生息している。ラテン名のSerrognathusとは「ノコギリの顎の」という意味である。

## 特徴
本亜属の特徴としては、一般的に、体が平べったく、足が短く、体色は黒色から褐色であり、小型のオスの内歯（内側のトゲ）が ほぼ水平に突出する「種」が多く、メスの上翅（じょうし）に縦のスジがない「種」が多いなどと言われているが、現在のところ、ヒラタクワガタ亜属のみに共通する明確な定義はなく、他の亜属に当てはまらない「種」までが含められている。

## 分類
日本では 3種が分類されている。

### 日本
- ヒラタクワガタ Dorcus titanus アジア
- スジブトヒラタクワガタ D. metacostatus 奄美群島
- チョウセンヒラタクワガタ D. consentaneus 対馬など

### 日本以外
- アフィニスヒラタクワガタ D. affinis ベトナム
- アルキデスヒラタクワガタ D. alcides スマトラ島
- インテルメディウスヒラタクワガタ D. intermedius ニューギニア島など
- ウィックハムヒラタクワガタ D. wickhami オーストラリア
- エグレギウスヒラタクワガタ D. egregius ニューギニア島
- ギリアンヒラタクワガタ D. ghilianii カイ諸島
- コファイスヒラタクワガタ D. cofaisi マレー半島
- サイガヒラタクワガタ D. saiga セラム島など
- サブモラリスヒラタクワガタ D. submolaris インドなど
- ダイオウヒラタクワガタ D. bucephalus ジャワ島
- タウネスヒラタクワガタ D. townesi フィリピン
- タウルスヒラタクワガタ D. taurus フィリピンなど
- ティティウスヒラタクワガタ D. tityus インドシナなど
- デタニヒラタクワガタ D. detanii スラ諸島
- テルナテヒラタクワガタ D. ternatensis テルナテ島など
- トラキクスヒラタクワガタ D. thoracicus ボルネオ島
- パプアヒラタクワガタ D. arfakianus ニューギニア島
- バンダヒラタクワガタ D. bandaensis バンダ諸島
- ヒペリオンヒラタクワガタ D. hyperion ミャンマーなど
- ミークヒラタクワガタ D. meeki ニューギニア島
- ミヤマヒラタクワガタ D. kyanrauensis 台湾
- ミラビリスヒラタクワガタ D. mirabilis マレー半島など
- ミワヒラタクワガタ D. miwai 台湾
- ユーリケファルスヒラタクワガタ D. eurycephalus ジャワ島
- ライヒヒラタクワガタ D. reichei インドシナなど
- ラクノステルヌスヒラタクワガタ D. lachnosternus フィリピン
- ラマヒラタクワガタ D. rama スマトラ島
- パラワンオオヒラタクワガタ D. palawanicus パラワン島

## 分岐図
ミトコンドリアDNAを解析した結果から、分岐の順序が明らかとなっている。

|  | \| \| ダイオウヒラタクワガタ \| \| \| \| \| \| ヒラタクワガタ（南方系亜種） \| \| \| \| |
|  |                                                                                         |
|  | ヒラタクワガタ（北方系亜種）                                                            |
|  |                                                                                         |
|  | ダイオウヒラタクワガタ                                                                  |
|  |                                                                                         |
|  | ヒラタクワガタ（南方系亜種）                                                            |
|  |                                                                                         |

|  | ダイオウヒラタクワガタ       |
|  |                              |
|  | ヒラタクワガタ（南方系亜種） |
|  |                              |

|  | \| \| ダイオウヒラタクワガタ \| \| \| \| \| \| ヒラタクワガタ（南方系亜種） \| \| \| \| |
|  |                                                                                         |
|  | ヒラタクワガタ（北方系亜種）                                                            |
|  |                                                                                         |
|  | ダイオウヒラタクワガタ                                                                  |
|  |                                                                                         |
|  | ヒラタクワガタ（南方系亜種）                                                            |
|  |                                                                                         |

|  | ダイオウヒラタクワガタ       |
|  |                              |
|  | ヒラタクワガタ（南方系亜種） |
|  |                              |

|  | \| \| ダイオウヒラタクワガタ \| \| \| \| \| \| ヒラタクワガタ（南方系亜種） \| \| \| \| |
|  |                                                                                         |
|  | ヒラタクワガタ（北方系亜種）                                                            |
|  |                                                                                         |
|  | ダイオウヒラタクワガタ                                                                  |
|  |                                                                                         |
|  | ヒラタクワガタ（南方系亜種）                                                            |
|  |                                                                                         |

|  | ダイオウヒラタクワガタ       |
|  |                              |
|  | ヒラタクワガタ（南方系亜種） |
|  |                              |

|  | \| \| ダイオウヒラタクワガタ \| \| \| \| \| \| ヒラタクワガタ（南方系亜種） \| \| \| \| |
|  |                                                                                         |
|  | ヒラタクワガタ（北方系亜種）                                                            |
|  |                                                                                         |
|  | ダイオウヒラタクワガタ                                                                  |
|  |                                                                                         |
|  | ヒラタクワガタ（南方系亜種）                                                            |
|  |                                                                                         |

|  | ダイオウヒラタクワガタ       |
|  |                              |
|  | ヒラタクワガタ（南方系亜種） |
|  |                              |